# 伊奈忠政
伊奈 忠政（いな ただまさ）は、安土桃山時代から江戸時代初期にかけての武将、大名。武蔵小室藩第2代藩主。関東代官。

## 生涯
天正13年（1585年）、徳川氏の家臣・伊奈忠次の嫡男として誕生。
父に従って徳川家康の下で奉行職に就いていた。関ヶ原の戦いやその前哨戦である会津征伐などに従軍、主に小荷駄奉行などの後方支援などに従事したようである。家康が江戸に入ると父と共に検地や新田開発、河川改修に携わり、慶長15年（1610年）に父・忠次が死去すると、遺領を相続し関東代官職を継いだ。
その後も大坂の陣に従軍。冬の陣では外堀を埋め立てる際に普請奉行を務め、長柄川を堰き止める作業などに才を発揮、また夏の陣では首級を30挙げた。
元和4年（1618年）、死去。享年34。所領・家督は幼少の嫡男・忠勝が、関東代官職は弟の忠治がそれぞれ継いだ。
「日本一小さな東照宮」として知られる千葉県船橋市の船橋東照宮は、家康の命を受けた忠政が建立したものと伝わる。